# Edyta Kulmaczewska
Edyta Kulmaczewska (ur. 1 stycznia 1991) – polska lekkoatletka specjalizująca się w wielobojach. 
Medalistka halowych mistrzostw Polski seniorów ma w dorobku jeden brązowy medal (Spała 2013). Stawała na podium młodzieżowych mistrzostw Polski. 
Rekordy życiowe: pięciobój (hala) – 3662 pkt. (16 lutego 2013, Spała); siedmiobój (stadion) – 5256 pkt. (8 czerwca 2014, Zgorzelec).